# アンサーソングは哀愁
「アンサーソングは哀愁」（アンサーソングはあいしゅう）は、1982年10月19日に発売された早見優の3枚目のシングル。発売元はトーラスレコード。

## 概要
表題曲は、バーティ・ヒギンズの楽曲「カサブランカ（Casablanca）」を郷ひろみがカバーした「哀愁のカサブランカ」のアンサーソング。早見のシングル曲では初めてとなる阿久悠が作詞を手掛けており、作曲は馬飼野康二が担当し、萩田光雄によって「哀愁のカサブランカ」のイメージを意識したアレンジが施されている。
セカンドアルバム『Image』の先行シングルであるが、アルバム・バージョンは1コーラス後の英語の台詞が異なっている。
1982年の第24回日本レコード大賞新人賞受賞曲。

## 収録曲
- 2曲とも、作詞：阿久悠 / 作曲：馬飼野康二 / 編曲：萩田光雄

1. アンサーソングは哀愁 (4分15秒)
2. 恋におちないで DON'T FALL IN LOVE (3分44秒)